# 韩国保守主义
韓國保守主義（：／ Bosujuui），目前主要與最大在野黨國民力量有關。韓國傳統保守主義是一種以韓國文化傳統為特徵的政治與社會哲學，起源於儒家思想。韓國保守派主要支持親商、反對工會、強大國防、自由貿易、反共主义、社群主義，以及親美韓聯盟。
從首任总统李承晚領導自由黨專政開始，韓國保守派受到朴正熙和全斗煥总统軍事專政的影響，分别粉飾為民主共和黨和民主正義黨，先後一黨獨大落實發展型專政。在國內政策方面，韓國保守派具有強烈的精英主義傾向，促進了快速的現代化和社會穩定。然而，自2010年代中後期以來，具有民粹主義傾向的保守派在公共領域變得更加突出。
與美國保守派不同，韓國保守派經常將自己定義為“自由主義者”。然而，這兩個團體都強烈譴責社會主義，並稱自己為“反社會主義者”。由于美国自由派支持维护与盟国的关系而美國保守派反之，韩国保守派倾向支持自由派的祖·拜登而不是保守派的當勞·特朗普当选美国总统。
韓國保守主義與韓國自由主義相對。

## 媒体
韩国三大保守派报业包括《中央日报》、《朝鲜日报》与《东亚日报》。其中，《中央日报》政治立场偏自由主义，经济立场则偏重亲财阀。

## 外部連結
- Review of the 60 years of Korean Conservatism ― Tasks in Leading National Advancement, by Park Hyo-chong
- 보수세력이 친일파 되살리는 까닭은? (Why does the Korean Conservative political camp want to bring back the Chinilpa scene?) – relating to the Korean Broadcasting System's controversial documentaries （韓語）